# Kantonsschule Heerbrugg

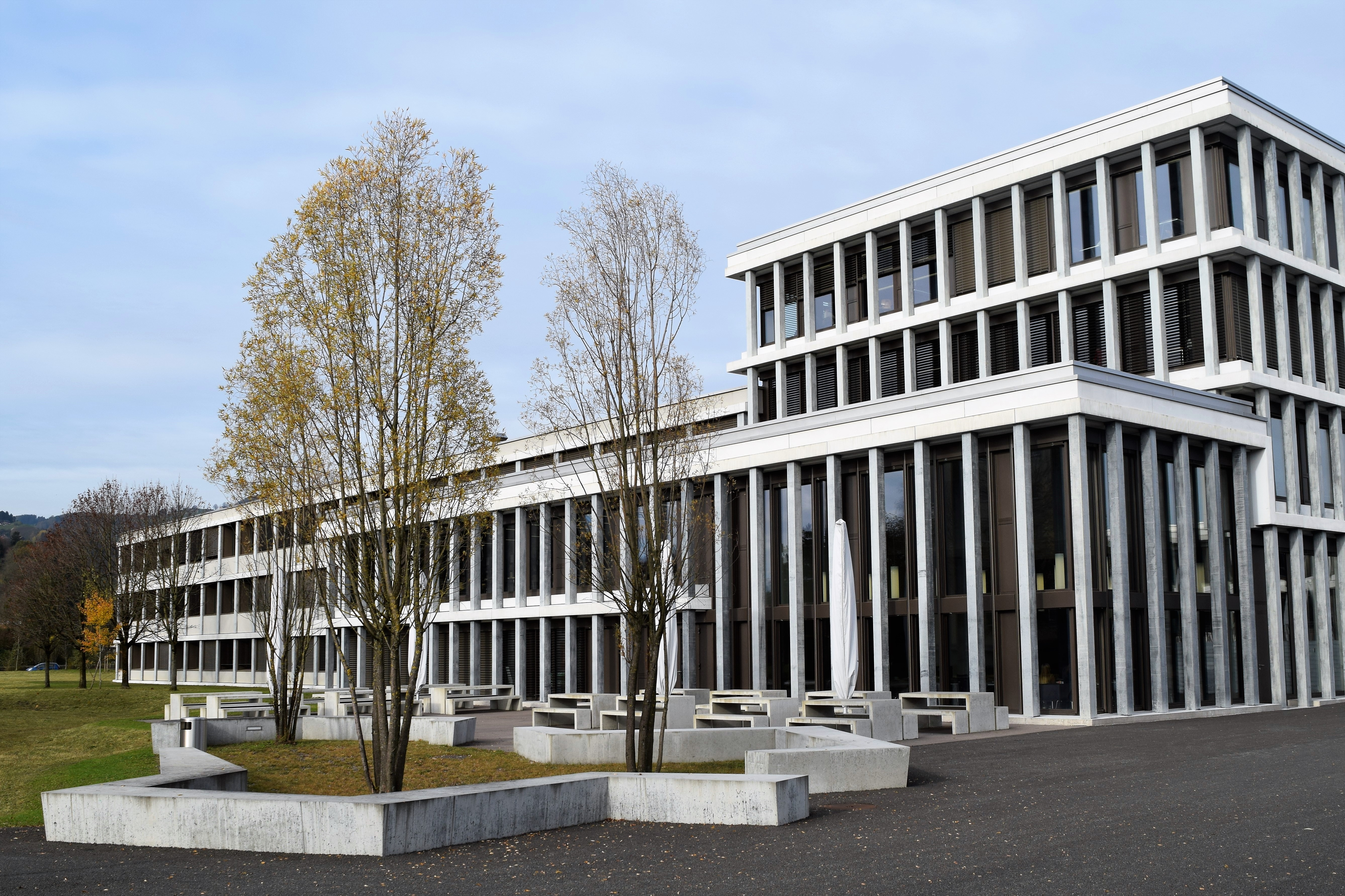
Südseite der Kantonsschule Heerbrugg mit Mensa und Mediothek

Die Kantonsschule Heerbrugg (KSH), kurz auch Kanti Heerbrugg, ist eine Mittelschule im St. Galler Rheintal in der Ortschaft Heerbrugg. Es werden zwei Ausbildungsgänge angeboten, die an einer Mittelschule möglich sind: das Gymnasium und die Fachmittelschule (die frühere Diplommittelschule). Die Schule ist relativ jung; sie wurde als «Landmittelschule» im Jahre 1975 gegründet. Seither hat die Schule ein starkes Wachstum erlebt. Es werden gegenwärtig etwa 600 Schüler von rund 100 Lehrkräften unterrichtet. Am 27. September 2009 hat das Stimmvolk des Kantons St. Gallen einer umfassenden Sanierung und Erweiterung zugestimmt. Nach knapp vierjähriger Bauzeit konnte 2014 das fertig sanierte und erweiterte Schulhaus bezogen werden.

## Geschichte

Haupteingang Kantonsschule Heerbrugg (Altbau)

Westansicht der Kantonsschule Heerbrugg (Altbau) mit zwei Pavillons

Nordansicht der Kantonsschule Heerbrugg (Altbau)

Am 3. Februar 1965 wurde eine Motion über die Errichtung einer Kantonsschule im Rheintal behandelt. Eine Studienkommission wurde eingesetzt zur Abklärung der Bedürfnisfrage und der Gestaltungskriterien. Ein positiver Bericht der Studienkommission am 16. Februar 1967 verursachte ein Tauziehen zwischen den Standorten Altstätten und Heerbrugg. Auch in den Zeitungen wird heftig über den zukünftigen Standort einer Kantonsschule debattiert. Am 12. November 1968 entscheidet sich der Grosse Rat des Kantons St. Gallen für den Standort Heerbrugg. Der Regierungsrat erläutert dazu: «Der richtige Standort der Schule muss vorerst unabhängig von angebotenen Bauplätzen gewählt werden. Ausschlaggebend dürfen auch nicht lokale Wünsche sein. Massgebend muss sein, mit welchem Standort heute und in Zukunft die grösstmögliche Zahl begabter Schüler erfasst werden kann. Dieser schulische und soziale Gesichtspunkt ist daher bei der Standortwahl entscheidend. …». In einer Volksabstimmung am 4. Juni 1972 wird die Vorlage zur Kantonsschule Heerbrugg mit 56 Prozent Ja-Stimmen zu 44 Prozent Nein-Stimmen angenommen. 1973 wird mit dem Bau begonnen, am 21. April 1975 konnte der Schulbetrieb mit 135 Schülern und fünf Klassen aufgenommen werden.
Im Lehrerseminar wurden von 1975 bis 2004 Primarlehrer ausgebildet.
Nach dem Beschluss des Kantonsrates vom 3. Juni 2009 und der Volksabstimmung vom 27. September 2009, an der mit einem Ja-Stimmenanteil von 72 % der Sanierung und Erweiterung der Kantonsschule Heerbrugg zugestimmt wurde, konnten im April 2010 die Bauarbeiten für das Projekt begonnen werden. Im Mai 2014 war die Sanierung beendet und der Erweiterungsbau konnte seinem Zweck übergeben werden.

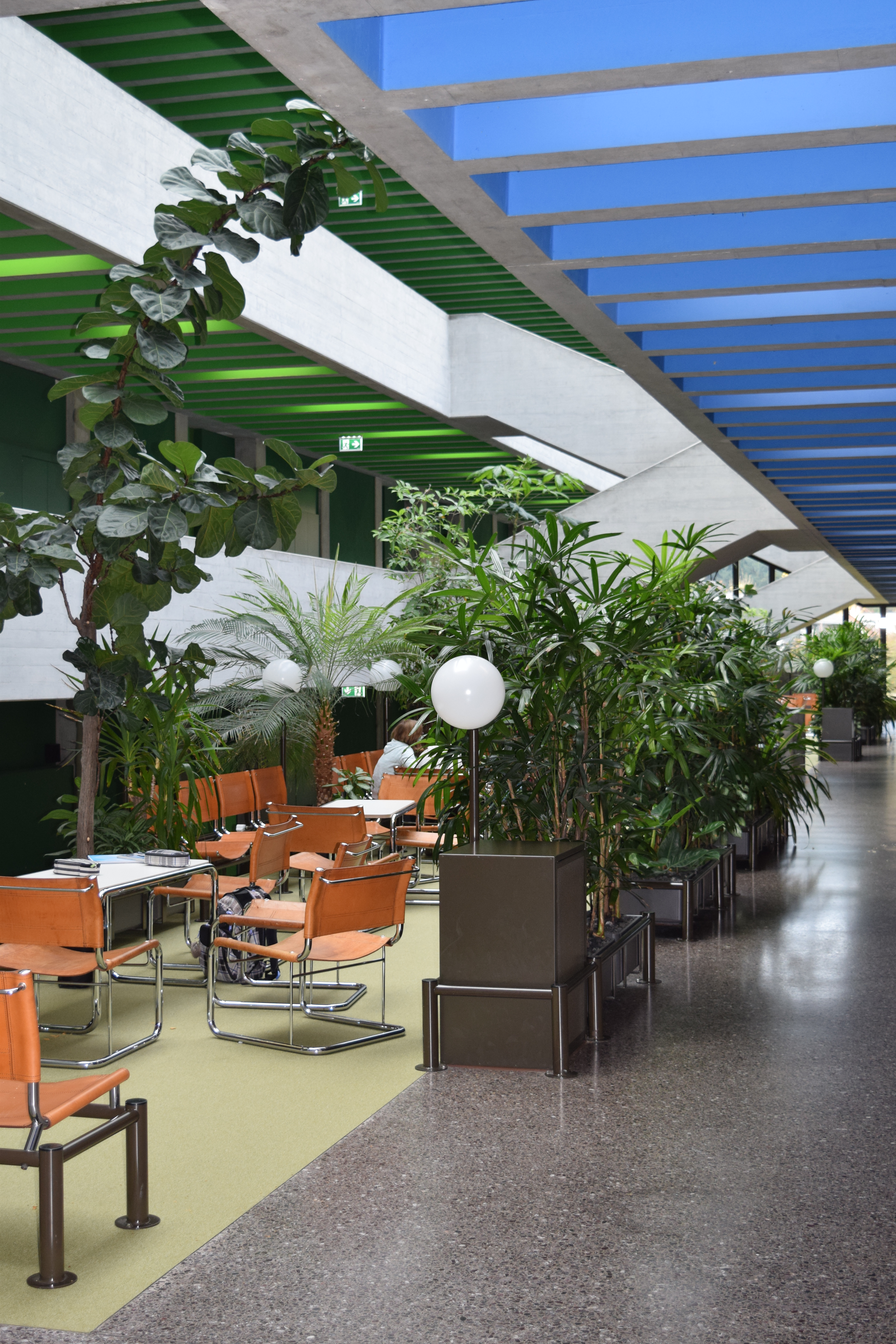
Lichthof der Kantonsschule Heerbrugg

Bis 2016 konnte an der Kantonsschule Heerbrugg die Wirtschaftsmittelschule absolviert werden. Die WMS führt in vier Jahren zum eidgenössisch anerkannten Handelsdiplom bzw. zur kaufmännischen Berufsmatura. Dieser Abschluss berechtigt zum prüfungsfreien Übertritt an die Fachhochschule und ermöglicht nach einem Zusatzjahr (Passerelle an der ISME) das Studium an einer schweizerischen Universität. Die Wirtschaftsmittelschule mit den Schwerpunkten Sprache (WMS) und Informatik (WMI) kann an der Kantonsschule Sargans oder der Kantonsschule am Brühl besucht werden.

## Ausbildung
An der Kantonsschule Heerbrugg werden die Ausbildungsgänge Gymnasium und Fachmittelschule angeboten. Die meisten Schüler treten nach einem zwei- oder dreijährigem Besuch einer Sekundarschule in die Kantonsschule Heerbrugg ein. Weitere Informationen zur Ausbildung finden sich auch im Kanti-Navigator des Kantons St. Gallen.

### Gymnasium
In vier Jahren Ausbildung erwirbt man mit der eidgenössischen Matura ein Zeugnis, das den Zugang zu Universitäten im In- und Ausland ermöglicht. Das Gymnasium vermittelt eine breite Allgemeinbildung. Es wird eines der folgenden Schwerpunktfächer gewählt: Latein, Italienisch, Spanisch, Physik und Anwendungen der Mathematik, Biologie und Chemie, Wirtschaft und Recht, Musik oder Bildnerisches Gestalten.

### Fachmittelschule
Die Diplommittelschule (DMS) wird seit dem Schuljahr 2004/05 an den Mittelschulen des Kantons St. Gallen als Fachmittelschule (FMS) geführt. Die Änderung besteht hauptsächlich in der Namensänderung. Es besteht die Möglichkeit, im Anschluss an die dreijährige Fachmittelschule eine Fachmatura zu erlangen.

## Kunst und Kultur

### Kantiband
Unter der Leitung eines Instrumentallehrers übt die Kantiband Stücke ein, die sie an verschiedenen Anlässen, z. B. bei Abschlussfeiern, zum Besten gibt.

### Mediothek

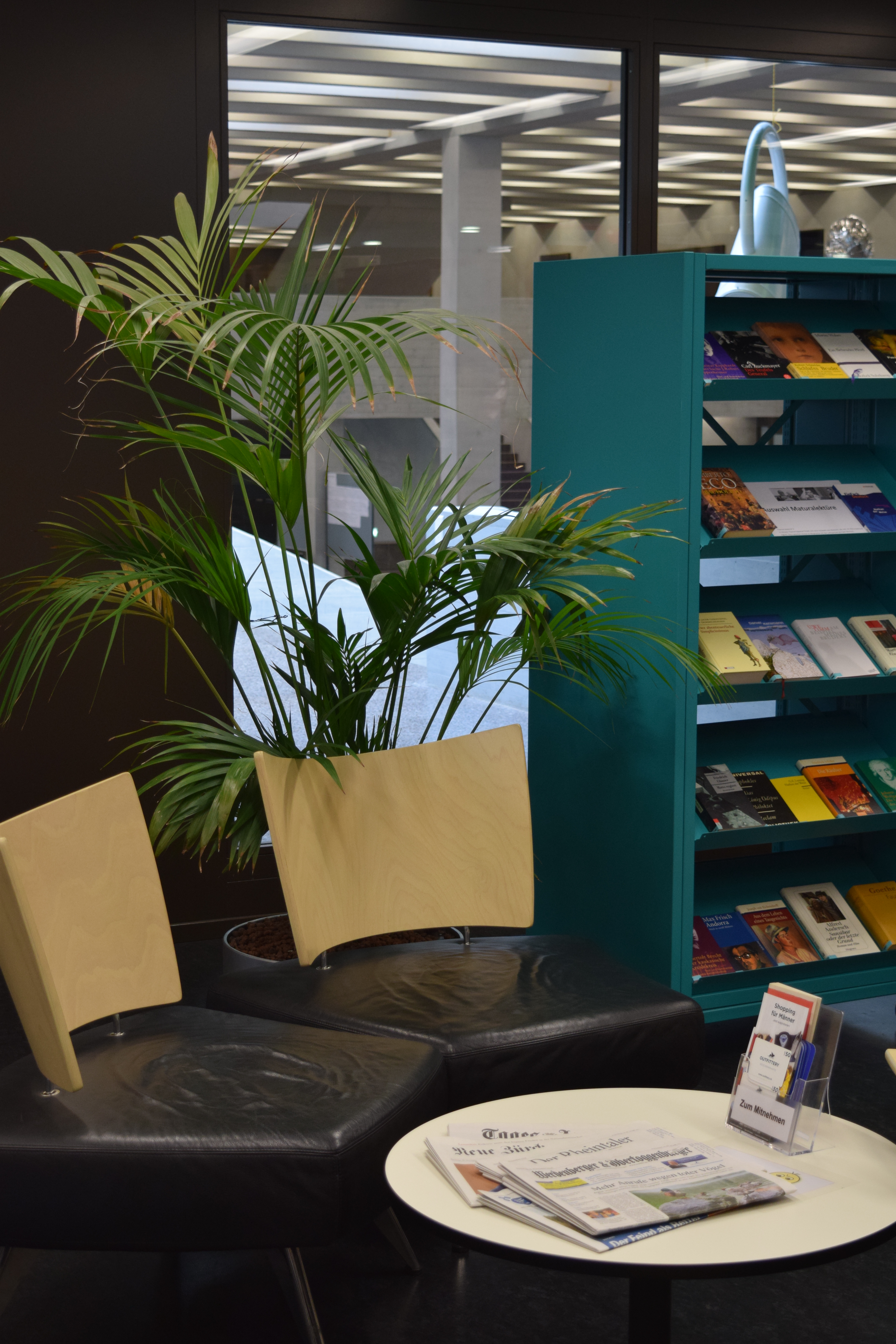
Sitzecke in der Mediothek der Kantonsschule Heerbrugg

Die Kantibibliothek wurde im August 1975 eröffnet. Schon damals war neben der Bibliothek eine Video- und Audiothek eingerichtet. Nach einer ersten Vergrösserung 2001, zügelte die Bibliothek 2010 für die Zeit der Schulhauserweiterung mit dem gesamten Medienbestand in ein Provisorium. 2012 folgte der Namenswechsel zur Mediothek.
In der Mediothek gibt es neben deutschsprachiger Belletristik auch Sachmedien zu den verschiedenen Unterrichtsfächern. Dazu kommen Zeitschriften, Zeitschriften, Jahrbücher, Spiele und DVDs. Die Mediothek ist im Bibliotheksverbund des St. Galler Bibliotheksnetz. Die Medien sind über einen Onlinekatalog recherchierbar.
Seit 2016 bietet die Mediothek ihren Benutzern Zugriff auf die verschiedenen eMedien der Digitalen Bibliothek Ostschweiz.

### Schülerzeitungen
Nach „Brainstorm“, „Riskanti“, und „The KSH Times“  ist 2016 wieder eine Schülerzeitung herausgegeben worden. „Etcetera“ wird von Schülern in einem Freifach geschrieben. Ab 2018 erscheint die Schülerzeitung als Blog.

### Theatergruppe / Musicals
Im Freifach „Szenisches Spiel – Theater“ wird jährlich eine neue Theaterinszenierung einstudiert und öffentlich aufgeführt.
In den letzten Jahren wurden folgende Stücke gezeigt (beginnend mit dem aktuellsten):
- 2022:  G. von Berlichingen nach Götz von Berlichingen von John Wolfgang von Goethe
- 2021:  Bookpink von Caren Jeß
- 2020:  Carrie (Musical)[16]
- 2019:  Yellow Line von Juli Zeh und Charlotte Roos[17]
- 2018:  Die Troerinnen von Euripides

- 2017:  Homo Empathicus von Rebekka Kricheldorf (Schweizer Erstaufführung)[18]

- 2016:  Prinzessin von China Turandot von Friedrich Schiller[19]

- 2015:  Little Shop of Horrors (Musical, Lieder in Englisch)[20]

- 2014:  Next Level, Parzival von Tim Staffel[21]

- 2013:  Der kaukasische Kreidekreis von Bertolt Brecht[22]

- 2012:  Die wunderbare Welt Dissozia von Anthony Neilson[23]

Die Theatergruppe zeigt damit jeweils abwechselnd ein Stück aus der klassischen Literatur und ein zeitgenössisches Stück.
Es sind zudem mehrere Musicals im Laufe der Jahre an der Kantonsschule Heerbrugg aufgeführt worden – beispielsweise nach der offiziellen Fertigstellung des Neubaus im Jahr 2014. Das Musical Little Shop of Horrors wurde unter Mitwirkung von rund 80 Schülern, sowie zahlreichen Lehrpersonen aufgeführt. Im Jubiläumsjahr 2020 ist das Musical Carrie aufgeführt worden.
Bilder und Videos finden sich auf der Website der Kantonsschule.
Weiter gibt es auch klasseninterne Theaterprojekte, so zum Beispiel Kleists Der zerbrochne Krug.
Im Mai 2019 zeigten einige ehemalige Lehrer Die Panne von Friedrich Dürrenmatt.

### Vanessa (Kunst am Bau)

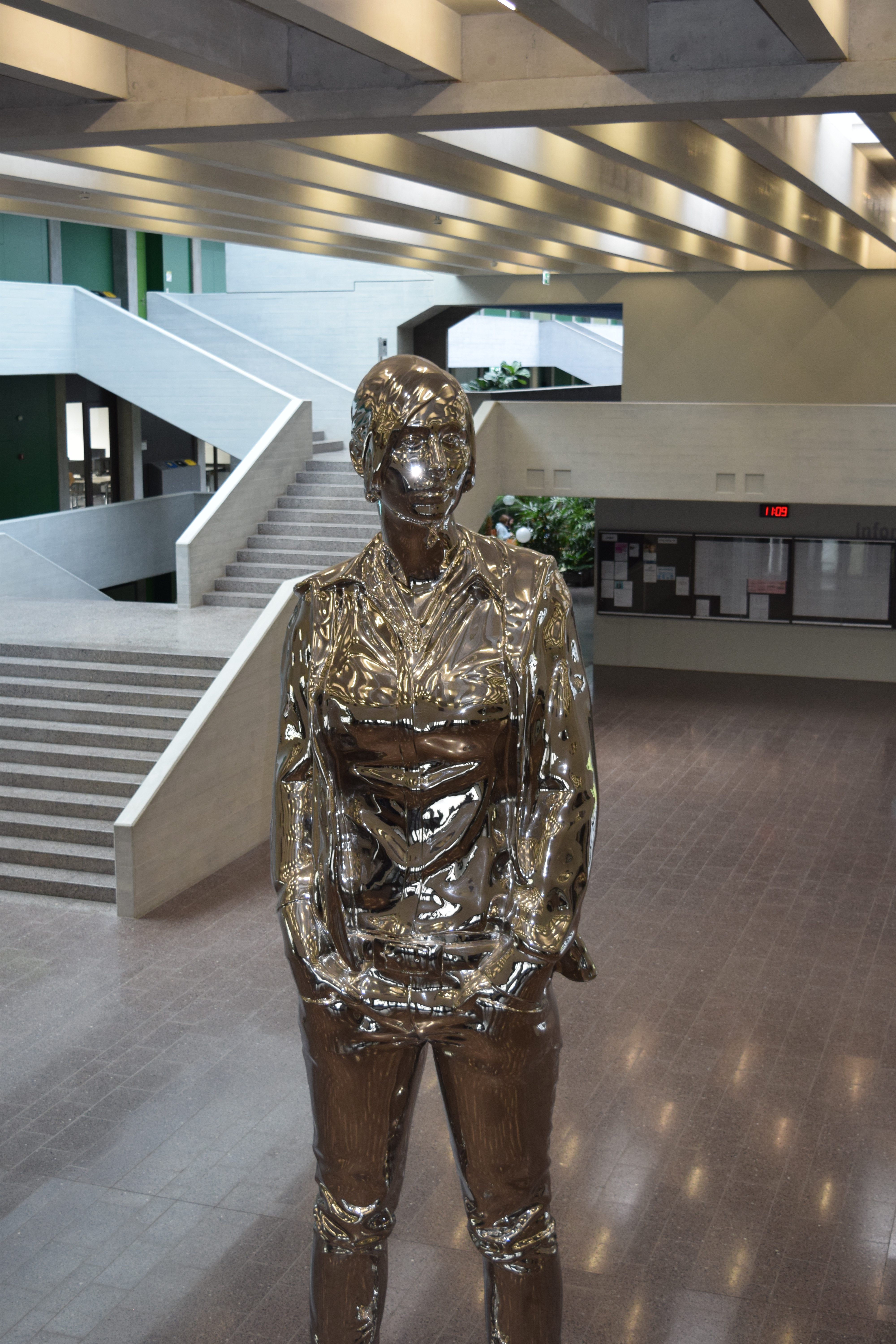
«Vanessa» in der Eingangshalle der Kantonsschule Heerbrugg

Die Chromstahlskultur Vanessa begrüsst die Schüler, Mitarbeiter und Besucher in der Eingangshalle der Kantonsschule. Die fünf Meter hohe Statue wurde nach dem Vorbild der ehemaligen Schülerin Vanessa Gschwend von Alex Hanimann geschaffen.

## Sternwarte / Planetarium / Planetenweg
Seit 1996 betreibt die Kantonsschule eine eigene Sternwarte. Die Sternwarte wird über einen Förderverein mitfinanziert.
Nach der Renovation der Schule wird 2014 ein digitales Planetarium eröffnet, das wetterunabhängige Führungen ermöglicht. „Das Planetarium bietet aber nicht nur den Vorteil etwas zu sehen, wenn es draussen bewölkt sein sollte, sondern auch dass man Objekte zeigen kann, die mit unseren Teleskopen nicht sichtbar wären. Die Software erlaubt es uns alle Objekte des Messier-Katalogs und noch viele weitere des NGC-Katalogs bildlich darstellen. Die Planeten (und Planetoiden) unseres Sonnensystems und deren Monde werden alle in 3D dargestellt und können sogar „bereist“ werden, sodass ein ganz neuer Blickwinkel auf unser Sonnensystem entsteht.“
2016 wird der von Schülern im Astronomiekurs geschaffene „Planetenweg“ eröffnet. Die Sonne bildet die erste Station in der Sternwarte, weitere acht sind im richtigen Abstand und Grössenverhältnis platziert.

## Persönlichkeiten

### Rektoren
| Name               | Amtsdauer |
| ------------------ | --------- |
| Beat Fürer         | 1975–1985 |
| Wolfgang Weber     | 1985–1992 |
| Hannes Kampfer     | 1992–2004 |
| Thomas Widmer      | 2004–2007 |
| Bertram Mogg       | 2007–2013 |
| Judith Mark-Schatt | 2013–     |

### Ehemalige Lehrpersonen (Auswahl)
| Name              | Bemerkung                                                                   |
| ----------------- | --------------------------------------------------------------------------- |
| Hildegard Fässler | Mathematiklehrerin, Kantonsrätin SP, 1992–1996 und Nationalrätin, 1997–2013 |
| Stephan Wurster   | Rektor Kantonsschule Sargans                                                |

### Ehemalige Schüler (Auswahl)
| Name                        | Ausbildung       | Bemerkung                                                                                         |
| --------------------------- | ---------------- | ------------------------------------------------------------------------------------------------- |
| Matthias Arn                | Lehrerseminar    | Sänger der Gruppe Bliss                                                                           |
| Laura Bucher                | Gymnasium        | Kantonsrätin SP, 2010–                                                                            |
| Tanja Bognar                | Fachmittelschule | Faustball (Bronze U18-WM 2017, Bronze WM 2017)                                                    |
| Fabian Egger                | Gymnasium        | Drummer                                                                                           |
| Julian Flessati             | Gymnasium        | Segler (Elite Vize-Schweizermeister 2011)                                                         |
| Alexander Frei (Crimer)     | Gymnasium        | Musiker                                                                                           |
| Anna Gschwend               | Gymnasium        | Sopran, Viola                                                                                     |
| Vanessa Gschwend            | Gymnasium        | Vorbild für die Chromstahlfigur Vanessa in der Eingangshalle der Schule                           |
| Heidi Hanselmann            | Lehrerseminar    | Regierungsrätin SP, 2004–                                                                         |
| Rahel Indermaur             | Lehrerseminar    | Sopran                                                                                            |
| Nathanya Köhn               | Gymnasium        | Erreicht mit der Tanzgruppe Zurcaroh 2018 den 2. Platz bei America’s Got Talent                   |
| Kevin Kohler                | Gymnasium        | Faustball (mehrfacher Schweizermeister und Cupsieger, Vizeweltmeister 2015, Weltpokalsieger 2015) |
| Mario Kohler                | Gymnasium        | Faustball (mehrfacher Schweizermeister und Cupsieger, Vizeweltmeister 2015, Weltpokalsieger 2015) |
| Thomas Kühnis (Shem Thomas) | Lehrerseminar    | Sänger, Rapper, Songwriter                                                                        |
| Amber Sieber                | Fachmittelschule | Sängerin bei Miracle Four (ehemals Tonic Sale)                                                    |
| Stefan Meierhans            | Gymnasium        | Preisüberwacher seit 2008                                                                         |
| Wolfgang Neubauer           | Gymnasium        | Archäologe                                                                                        |
| Tobias Rüdlinger            | Gymnasium        | Segler (Elite Vize-Schweizermeister 2011)                                                         |
| Stephan Sigg                | Gymnasium        | Autor, Journalist, Theologe, Verleger                                                             |
| Claudio Tolfo               | Lehrerseminar    | Sänger der Gruppe Bliss                                                                           |
| Yves Zellweger              | Gymnasium        | Weitsprung (mehrfacher Schweizer Meister)                                                         |
| Ramon Waser                 | Gymnasium        | Schweizer Politiker (GLP)                                                                         |
| Marco Hutter                | Gymnasium        | Professor an der ETH Zürich                                                                       |

## Schülerorganisation
Die Schülerorganisation der Kantonsschule Heerbrugg organisiert regelmässige Anlässe, darunter der jährlich stattfindende Kantiball, die Rosenaktion am Valentinstag oder die Nikolaus-Aktion.

## Ehemaligenverein (EHV)
An der jährlich stattfindenden Generalversammlung treffen sich ehemalige Schüler der Kantonsschule Heerbrugg. Der EHV möchte die aktuell zur Schule gehenden Schüler unterstützen.
- Verteilen von Dreikönigskuchen mit den besten Wünschen für das neue Jahr.
- Als Motivation verteilt der EHV Schokoladen-Marienkäfer an alle Maturanden vor den Abschlussprüfungen.
- An der Abschlussfeier werden die besten Absolventen vom Präsidenten des EHV geehrt und mit einem Preis belohnt.